# ديزاينر
سيدني رويل سيلبي الثالث (من مواليد 3 مايو 1997)، المعروف باسمه الفني ديزاينر (بالإنجليزية: Desiigner)، هو مغني، مغني راب، وكاتب أغاني أمريكي. في ديسمبر 2015، وصلت أغنيته المنفردة الأولى «باندا» إلى المركز الأول على قائمة بيلبورد هوت 100. في فبراير 2016، قام كانييه ويست (الذي أخذ عينة من أغنية «باندا» لأغنيته «بي تي. 2» (Pt.2)) بتوقيع ديزاينر على علامة غود ميوزك. في عام 2019، تم إطلاق سراحه من علامات التسجيل غود ميوزك وديف جام وهو مستقل حاليًا.

## حياة سابقة
ولد سيلبي في 3 مايو 1997، في بروكلين، نيويورك. هو من أصل أفريقي بربادوسي وأمريكي من أصل أفريقي، وهو حفيد موسيقي البلوز سيدني "غيتار كرْشر" سيلبي. نشأ في مشاريع إسكان لويس أرمسترونج في حي بيدفورد-ستايفسانت. بدأ ممارسة الغناء في جوقة المدرسة والكنيسة. في سن الرابعة عشرة، بعد إطلاق النار عليه، بدأ مسيرته الموسيقية.

## ديسكغرفيا
- نيو إنغليش (2016)
- إل. أو. دي. (2018)

## روابط خارجية
- الموقع الرسمي